# Вулкан на Заварицки
Вулканът на Заварицки (Мидори, Мидорийко) е сложен вулкан, в чиято структура участват два калдерни ръба и частично взривен централен вулканичен конус, запълнен с езерото Бирюзовое (Тюркоазно). Намира се на територията на Сахалинска област на Русия. Разположен е на Средните Курилски острови и заема централната част на остров Симушир, на 15 км от вулкана Прево. Той е най-младият вулкан на островите, като възрастта му е само няколко хиляди години. Названието си получава в чест на Алексей Заварицки, руски петрограф, геолог, специалист по вулканология и рудни находища.

## Описание
Вулканът е образуван през средния плиоцен, след поредното заледяване. След серия от експлозивни изригвания върхът му е разрушен и на мястото му се формира калдера. При поредното изригване от дъното ѝ се издига нов лавов конус, но и той, на свой ред, се взривява, образувайки калдера в калдерата. В средата на новата калдера се издига следващ вулканичен конус с поредната калдера в средата му. Тя е заета от водите на новопоявилото се езеро Бирюзовое (Тюркоазено). В хубаво време водите на езерото наистина блестят с тюркоазен цвят. Това се дължи на факта, че те съдържат множество съвсем ситни частици от сяра, които отразяват светлината.
Най-високата точка на вулкана се издига на 624 м над морското равнище. Той съдържа три калдери с диаметри 10, 8 и 3 км.

### Първа (външна) калдера
Фундаментът на първата и най-голяма калдера е изграден от третични скални породи. Тя е съхранена частично в южната част на вулкана, във вид на полукръг. Ръбът ѝ достига височина от 450 – 500 м и на север преминава в гребена на втората калдера. Северната част не е запазена, но се предполага, че възвишението между средната калдера и съседния вулкан Иканмикот, може да представлява останки именно от нея. По данни на В.А. Бернщайн склонът и е с обратен магнетизъм.
Външният югозападен склон в горната си част има наклон от 15°, а в подножието, където е свързан чрез тесен провлак със съседния вулкан Милна, – едва 2 – 3°. Прорязан е от многочислени тесни падини, които по-надолу се сливат с няколко широки долини. Виждат се следи от редица силно деформирани котловини с ледников произход.
Ръбът на западния склон достига височина 520 м и се спуска със стръмна урва към Охотско море. В долната му половина се виждат останки от третичен вулкан, а на изток, на около 300 м надморско ниво има древен, ерозирал стратовулкан, покрит от мощен лавов поток от първата калдера. Подножието на югоизточния склон е силно разрушено от морската ерозия и се спуска към Тихия океан със стръмни скали с височина около 200 м.
Вътрешният склон е много по-стръмен от външния. В крайната западна част разликата във височината между ръба и седловината, разделяща двете калдери, е 350 м и намалява в източна посока. Наблюдават се признаци от ледникова дейност, като древният ледник се е спускал в западно направление.
Цялата повърхност на ръба е покрита с отломки от вулканичен материал – по-груби на върха и вътрешните склонове и по-ситни на външните. Съставът на лавовите потоци е композиция от андезит до базалт и известно количество пирокластични материали. Пироксеновите андезити съдържат включени на места авгит и плагиоклаз – лабрадор-битовнит в ядрото и андезин-лабрадор по периферията. Те са продукт на последното изригване на централния конус и нямат генетична връзка с калдерата.

### Втора (средна) калдера
Втората калдера е съхранена по-добре и представлява пръстен, разкъсан на северозапад. Диаметърът ѝ, по линията на съвременното било, е 7 – 8 км. Най-ниската част на ръба е на запад и е с височина 425 м. Повишава се постепенно на изток и в югоизточната си част достига максимума си от 624 м, което е и най-високата точка на целия вулкан. По-нататък на север се понижава до 500 – 580 м.
В източната ѝ част е образувано тясно, плоско атрио – пръстеновидна долина при двойните вулкани, разположена между билата на двете калдери. Дълбочината на калдерата там достига до 375 – 400 м. В южната си част билото е прорязано от три потока, два от които текат в стари, деформирани корита, вероятно останали от второто заледяване. Външният склон на югозапад не е засегнат от ерозия и слиза полегато под ъгъл 10° – 12° в горната си част. Относителната височина на ръба на калдерата над нивото на атриото не надвишава 225 м.
Противоположният, североизточен сектор, стига до хребет, развит към конуса на вулкана Прево. Възможно е това да са силно разрушени останки от първата калдера. И двата края – на унищожения гребен на втората калдера и северозападният ръб на остатъка от първата, са разположени по права линия в посока север – запад. По всяка вероятност във втората калдера, преди формирането на централния конус се е намирало някакво кратерно заливче.
Централният конус във втората калдера е унищожен в значителна степен. Запазен е само северният участък, който обхваща като полукръг вътрешната, трета калдера. Чрез пукнатина през външната калдера, западният и северозападният склон на централния конус се спускат към брега на Охотско море, а лавовите потоци са образували релефна брегова линия. Североизточните и югозападните склоновете се понижават към стената на вътрешната калдера, образувайки тесните коридори на атриото, които се спускат към морето. В югоизточно направление атриото се разширява до 1,5 км и тук, на височина 250 м е разположена плоска равнина с размери 2 х 4 км.
Една от особеностите на ръба на втората калдера е „покривът“ от игнимбрит (спечени туфи, парченца пемза и малки частици вулканично стъкло), покриващ билото и околните участъци. Той ляга несъгласно спрямо по-долните пластове, следвайки неравностите и извивките на релефа. Върху него, както и при първата калдера, е разпръснат слой вулканичен материал, който е разпилян както навън, така и навътре в калдерата. Игнимбритов слой се наблюдава и в югозападната част, но там е прекъснат от мощни пирокластични потоци, продукт от експлозията на централния конус.
По строеж втората калдера е стратовулкан, с преобладаващо присъствие на лава в долния участък и пирокластити в горния. Лавата в средната зона се отнася към пироксеновите андезити с включени андезин, хиперстен и авгит. На някои места моноклинният пироксен изчезва и скалната порода преминава в хиперстенов андезит. Пирокластитите в горната част се отнасят към дацитовата пемза.

### Трета (вътрешна) калдера
Най-младата и най-малка калдера е със стръмни стени и е формирана по време на холоцена. В нея се намира вулканичното езеро Бирюзовое, чиято повърхност е на приблизително 40 метра надморска височина, а дъното му лежи на около 30 м под морското равнище. Натрупаните езерни седименти показват, че в миналото то е било разположено на около 200 м надморско ниво, доста над сегашната му повърхност. Близо до границите на езерото се намират няколко млади вулканични конуси и лавови куполи.
Геоморфологичният анализ, някои геоложки и тектонични данни, разположението на фумаролните полета, характерът на разпределение на дълбочините в езерото, както и резултатите от магнитометричните измервания, водят до извода, че калдерата е формирана в резултат на експлозивно изригване с последващо разширяване, като резултат от ерозионни процеси.
Склоновете на конуса, в който е развита третата калдера, имат характерната за стратовулканите форма с 30° наклон на върха и 8° – 0° в основата. Повърхността му е покрита с плитки, радиални пукнатини. Към Охотско море завършва с невисок отстъп, на който лавата е покрита с няколко пласта пирокластити. Стените на вътрешната калдера, врязана в централния конус, разкриват слоиста структура, характерна за стратовулканите, с преобладаващи пирокластични материали над лавата. Пластовете се пресичат от издутини, апофизи и многочислени вертикални дайки с променливо сечение. Една от дайките завършва със страничен шлаков конус, покрит от последвали лавови напластявания. При по-отдалечените югозападни части пирокластитите преобладават над лавата.
Най-вътрешната калдера обхваща не само връхната част на централния конус, но и южното му подножие, както и прилежащите части на атриото. Ръбът на калдерата се спуска на юг, като започва от най-високата точка (484 м) и постепенно достига до 230-метрова височина, където изчезва на нивото на атриото. Южната половина на калдерата е врязана като падина директно до плоскостта на атриото. Дълбочината ѝ, измерена от най-високата точка на билото е 515 м.
В план вътрешната калдера има очертанията на правоъгълен триъгълник с размери 3,5 х 2,5 х 1,5 км. Вътрешните стени са много стръмни, а на някои места дори се надвесват над дъното ѝ. Вулканът на Заварицки е опасен не само заради евентуални изригвания. Той се характеризира със свлачища, които се появяват на различни места и с изненадващо постоянство. В западната част ръбът, заедно с прилежащия външен слой се спуска на 100 м по относително младо свлачище и образува дълга и тясна тераса в чертите на вътрешния склон. На противоположния склон се намира още едно, по-старо свлачище с полукръгла форма с диаметър около 1 км и височина 150 м. Наличието на няколкото свлачища показва, че формирането на калдерата не е напълно завършено и процесите продължават.
Съставът на скалите от централния конус варират от базалтови към дацитови. В порфировите разновидности присъстват вложени лабрадор, оливин и авгит. Посткалдерните скали са представени от дацит и пемза. Срещат се вулканични бомби и шлака с андезитов или андезит-базалтов състав.

## Флора и фауна
Полегатият склон на вулкана е покрит с ливадна растителност. На някои места сред нея се виждат „острови“ от Empetrum, храстовидно растение от сем. Пиренови. По-нагоре расте и елша. Краят на калдерата се намира на височина 435 м и надолу към отвора се спускат почти отвесни червеникави скални стени. Между вулканичните бомби растат жълти макове и сините камбанки на Campanula chamissonis. Между парчетата шлака расте и сахалинска фалопия, растение от семейство Лападови. Тук то достига едва 20 см височина, докато на Кунашир и Сахалин стига до 3 метра.
Благодарение на подводното захранване водата в езерото е близка по химичен състав до морската, но съдържа повече минерали. Голяма колония тихоокеански чайки обитава местата на калдерата, където термалните води излизат на повърхността. В непосредствена близост до лавовия купол се простира безжизнена пустиня, в която практически няма живи организми. Езерото е обрамчено от тясна плажна ивица, посипана с вулканична пепел и шлака. На северозапад на негово място започва наводнена горичка от елша, а на юг се извисяват стръмните скални стени.

## Активност
През 20 век са настъпили две изригвания. Предполага се, че първото се е случило през 1923 (± 8 години) с вулканичен експлозивен индекс 1. Вероятно тогава в самата калдерата се издига нов лавов купол. Точната дата не е установена, но се предполага, че това става между 1916 и 1931 г. Като резултат се образува малък остров в северната част на езерната калдера.
На 14 януари 1957 г. се наблюдават силни газови емисии, изхвърлени отново от северната част на калдерата. Населението на Симушир е евакуивано спешно. Следва поредица от експлозивни изригвания с ВЕИ=3, които започват на 14 ноември и приключват на 1 декември. Вследствие на това се образува нов лавов купол с височина 40 м и ширина 350 м. Той формира полуостров в северната част на езерото, разположено в центъра на калдерата, и намалява площта му. След това изригване учените стигат до извода, че фосфоритите се образуват не само в резултат на океанските процеси, но и при вулканична дейност.
При наблюдения през 1981 г. се отчита, че всякакъв вид активност е прекратена. През март 1989 г. се наблюдават нови газови емисии от мястото на активността от 1957 г. В наши дни отново се наблюдава фумаролна и термална активност.